# Dumitru Armășel
Dumitru Armășel (* 1901; † nach 1924) war ein rumänischer Rugbyspieler.
Armășel nahm an den Olympischen Sommerspielen 1924 teil und gewann dort mit der rumänischen Nationalmannschaft, zu der außerdem noch Teodor Florian, Gheorghe Benția, Ion Gîrleșteanu, Nicolae Mărăscu, Teodor Marian, Sorin Mihăilescu, Paul Nedelcovici, Iosif Nemeș, Eugen Sfetescu, Mircea Sfetescu, Soare Sterian, Atanasie Tănăsescu, Mihai Vardală, Paul Vidrașcu und Dumitru Volvoreanu gehörten, die Bronzemedaille.